# Мама и татко спасяват света
„Мама и татко спасяват света“ (на английски: Mom and Dad Save the World) е американска научнофантастична черна комедия от 1992 г. на режисьора Грег Бийман. Джон Ловиц играе император Тод Спенго, който е грубият, глупав и още повече най-драматичния император на планетата с името Спенго. Тери Гар играе Мардж Нелсън, Джефри Джоунс – нейният съпруг Дик Нелсън. Във филма също участват Ерик Айдъл и Талмус Расулала, който умира по-късно след свършването на снимките, и филмът се посвещава в негова памет.